# El miracle de la dama grisa
El miracle de la dama grisa en català central o El miracle de la bruixa bona en valencià (títol original en anglès, The Good Witch's Wonder) és un telefilm del 2014 dirigida per Craig Price. El film es va estrenar al canal canadenc Hallmark Channel el 25 d'octubre de 2014. S'ha doblat al català central per a TV3 amb el títol d'El miracle de la dama grisa, i al valencià per a À Punt amb el nom d'El miracle de la bruixa bona.
La pel·lícula és la seqüela d'El destí de la dama grisa i la setena entrega de la franquícia de mitjans de la Dama Grisa.